# مدرسه میرعرب
مدرسهٔ میرعرب یک مدرسهٔ دینی‌ست که میان سال‌های ۱۵۳۰-۱۵۳۶ میلادی در دورهٔ فرمان‌روایی خانات بخارا (۱۵۰۰-۱۷۸۵ میلادی) به دست شیخ «عبدالله النقشبندی الیمنی» نامــوَر به امیر عرب در شهر بخارا در ازبکستان ساخته‌شد.
مدرسهٔ میرعرب دربردارندهٔ کلاس‌های درس و خوابگاه برای دانش‌آموزان بود. دورهٔ دانش‌آموزی در مدرسهٔ میرعرب ۹ سال بود که در دو گام انجام می‌گرفت. دانش‌آموزان در این مدرسه تجوید، حدیث، فقه و تاریخ اسلام و دو زبان عربی و فارسی می‌آموختند. در دورهٔ کمونیسم نیز زبان روسی، تاریخ ملت‌های اتحادیهٔ جماهیر شوروی، قانون کمونیسم و ورزش نیز به این درس‌ها افزوده‌شد.
این مدرسه امروزه موزه شده‌است. سازمان یونسکو از سال ۱۹۹۳ میلادی این مدرسه را در فهرست میراث جهانی گنجاند.

## بن‌مایه
1. ↑  «مدرسه«میرعرب» تنها مدرسه اسلامی در دوره کمونیسم (بازیاب ۱۵ آذر ۱۴۰۰)». شبستان. بایگانی‌شده از اصلی در ۶ دسامبر ۲۰۲۱. دریافت‌شده در ۶ دسامبر ۲۰۲۱.